# بشار (الريدة)

'

تعديل مصدري - تعديل

بشار هي إحدى قرى عزلة الريدة وقصيعر بمديرية الريدة وقصيعر التابعة لمحافظة حضرموت، بلغ تعداد سكانها 137 نسمة حسب تعداد اليمن لعام 2004.